# Gorilla Biscuits
I Gorilla Biscuits sono una band hardcore punk nata a New York, USA, da Anthony Civarelli, Walter Schreifels, Arthur Smilios, Alex Brown e Luke Abbey.

## Storia
La band è stata fondata durante la seconda metà degli anni ottanta da Civarelli e Smilios che, oltre ad essere compagni di scuola, condividevano la passione per l'hardcore punk ed in particolare per gli Agnostic Front. I primi concerti furono eseguiti nel celebre locale newyorchese CBGB. In quella sede conobbero altri membri della scena New York hardcore, tra cui Ray Cappo e John Porcelly degli Youth Of Today.
Il nome della band deriva dal termine usato nella zona di New York negli anni '80 per indicare il farmaco Metaqualone, detto "gorilla biscuits" per le grandi dimensioni delle sue pillole e usato come droga da sballo tra i giovani nordamericani.
Le prime incisioni della band furono dei demo di scarsa qualità. Tuttavia ben presto la popolarità del gruppo crebbe notevolmente. Dopo aver incluso il singolo Better Than You in una delle sue compilation, la Revelation Records decise di registrare e pubblicare nel 1988 un EP intitolato Gorilla Biscuits che divenne presto una hit nel settore, tanto che il gruppo iniziò ben presto un tour negli USA ed in Europa.
Nel 1989 venne messo in commercio il loro primo album che venne intitolato Start Today. Questo lavoro divenne velocemente il disco più venduto dell'intera etichetta discografica Revelation Records e fu anche il primo della casa ad essere registrato anche sul nuovo supporto CD, oltre che sui supporti classici vinile e cassetta. Il successo spinse la band ad iniziare a lavorare sul secondo album che non è stato tuttavia mai registrato a causa dello scioglimento della band avvenuto nel 1991.

## Progetti di riunione
I Gorilla Biscuits si sono brevemente riuniti per un concerto a scopo di beneficenza avvenuto nel 1997 al CBGB e hanno ripetuto l'evento, questa volta per salvare il club dai suoi problemi finanziari, nel 2005.
Nel 2006 la Revelation Records ha ripubblicato il loro album Start Today, in versione completamente rimasterizzata. Nell'estate dello stesso anno la band si è ufficialmente riunita per un tour di un mese ed ha annunciato altre date per il 2007. Tuttavia non ci sono al momento conferme in ordine ad un loro eventuale nuovo album.
Dopo il concerto tenutosi 11-08-2009 al Fun Fun Fun Fest di Austin in Texas sembrerebbe che la band stia lavorando per il nuovo album.

## Formazione
- Anthony Civarelli - voce
- Walter Schreifels - chitarra
- Arthur Smilios - basso
- Luke Abbey - batteria

## Discografia
Album in studio
- 1989 - Start Today

EP
- 1988 - Gorilla Biscuits

Album live
- 1991 - Having A Great Time... Wish You Were Here (live)

Demo
- 1987 - Original 1987 Tape Demo Gorilla Biscuits (demo)

Apparizioni in compilation
- 1987 - New York City Hardcore:Together (Revelation Records)
- 1988/1992 - New York City Hardcore: The Way It Is (Revelation Records)
- 1989 - Where the Wild Things Are (Blackout Records)
- 1990 - Rebuilding (7") (Temperance Records)